# Sun Dogs
Sun Dogs è un film del 2017 diretto da Jennifer Morrison. 
Commedia drammatica americana scritta da Raoul McFarland con protagonisti Michael Angarano, Melissa Benoist, Xzibit, Allison Janney e Ed O'Neill .
Il film segna il debutto alla regia con un lungometraggio dell'attrice Jennifer Morrison, che interpreta anche un ruolo secondario nel film. Il film è stato presentato in anteprima al Los Angeles Film Festival nel giugno 2017 ed è uscito su Netflix il 6 aprile 2018.

## Trama
Ned è un giovane che vuole diventare marines ma si scontra regolarmente con un rifiuto che però non ne frena i propositi. Ha un ritardo mentale dovuto ad un problema legato alla sua stessa nascita ma questo non gli impedisce di condurre una vita quasi regolare.
Dopo la sua ennesima richiesta di arruolamento, il maggiore Jenkins non se la sente di dare un altro rifiuto ad un ragazzo così motivato e si offre quindi per dargli un incarico speciale. Lo incarica di vigilare in segreto per lottare sul territorio contro il terrorismo, con il ruolo di "Sun Dog".
Individuato nel capo del casinò in cui lavora un possibile terrorista, Ned entra in contatto con Tally, una ragazza che ha girato il paese con la madre e, dopo il suicidio della stessa, vive di espedienti. Tally è colpita da Ned, diverso da tutti i ragazzi che conosce. Lui ne accetta l'aiuto anche perché lei sa guidare e sa fare le riprese, per cui insieme incominciano a pedinare i sospetti terroristi.
Intanto la madre, su suggerimento dello stesso Ned, accetta un lavoro a New York per il quale dovrà lasciare per sei mesi la California e il suo compagno Bob, camionista da tempo fermo a casa a seguito di problemi fisici, superati i quali non riprende il proprio lavoro in attesa di una liquidazione per la sua infermità.
Tally è attratta dalla bontà d'animo di Ned e fin quando Bob non le svelerà la realtà sul ragazzo, vive una sorta di avventura come agente speciale, convinta che Ned sia davvero un esperto a servizio del governo statunitense.
Finite con un flop le lunghe indagini, Tally se ne va delusa e Ned si chiude in se stesso.
Bob, con l'aiuto del maggiore Jenkins, convince il ragazzo a cercare uno scopo nella sua vita, lasciando perdere sogni irrealizzabili.
Il ragazzo, che ha contribuito a realizzare il sogno della madre e anche quello di Tally, che gli scrive di essersi iscritta a una scuola di cinema dove è stata presa grazie ai reportage delle loro strane indagini antiterrorismo, decide che il suo scopo nella vita è salvare le persone.
Riflettuto sulla storia della mamma di Tally e su un progetto descritto dalla stessa, sulla scorta delle proprie esperienze, Ned si attrezza e si avvia sul Golden Gate Bridge a cercare di distogliere potenziali suicidi dal gettarsi nel vuoto.

## Distribuzione
Il film è stato presentato in anteprima al Los Angeles Film Festival il 18 giugno 2017. Il film è stato anche presentato all'Austin Film Festival 2017, allo SCAD Savannah Film Festival, al Los Cabos International Film Festival, al Cucalorus Film Festival.
Nel 2018 il film è andato in onda all'inaugurale Mammoth Film Festival, vincendo il Gran Premio della Giuria e i premi per il miglior film, il miglior regista e il miglior attore protagonista (Angarano).
Il film ha anche vinto il premio come miglior lungometraggio narrativo allo SCAD Savannah Film Festival 2017. 

## Accoglienza
Sull'aggregatore di recensioni Rotten Tomatoes, il film detiene un indice di gradimento dell'80% basato su cinque recensioni. Sheri Linden di The Hollywood Reporter ha scritto: "Morrison bilancia il suo affetto per tutti i personaggi con un buffo naturalismo e uno stile visivo sicuro".
Renee Schonfeld di Common Sense Media ha dato una recensione positiva, scrivendo : "La regia iniziale del lungometraggio di Jennifer Morrison è un film delicato, onesto nei limiti della sua fantastica premessa. Si concentra sulle relazioni, sulla compassione e sul diritto di ogni individuo a vivere una vita con uno scopo. Sun Dogs è gentile, sincero e abile. Lavorando con attori famosi, apporta sfumature e grazia a quelli che, in mani minori, avrebbero potuto essere gli stereotipi della classe operaia americana in difficoltà."